# Nerf hypoglosse

Disposition des nerfs crâniens à leur émergence sur une vue inférieure de l'encéphale.

Le nerf hypoglosse (XII) est le douzième nerf crânien du corps humain. Issu du bulbe rachidien, il sort du crâne par le canal du nerf hypoglosse. Son rôle est moteur pour les muscles de la langue, ce qui explique l'atonie de cet organe en cas de lésion du nerf.

## Anatomie
Les neurofibres proviennent de plusieurs racines situées dans le bulbe rachidien. Elles sortent du crâne par l'intermédiaire du canal du nerf hypoglosse de l'os occipital et rejoignent la langue. À sa sortie du canal, le nerf reçoit les afférences de C1, part vers l'avant puis dans la région sous-mandibulaire avant d'atteindre la langue par le bas, où deux branches principales innervent respectivement les muscles intrinsèques de la langue et les muscles infra-hyoïdiens de la déglutition.

## Fonction
Principalement moteurs, les nerfs hypoglosses acheminent les fibres motrices vers les muscles de la langue ; depuis celle-ci elles conduisent les fibres proprioceptives vers le tronc cérébral. Ils jouent donc un rôle essentiel dans l'action des muscles permettant la mastication, la phonation et la déglutition.

## Examen clinique

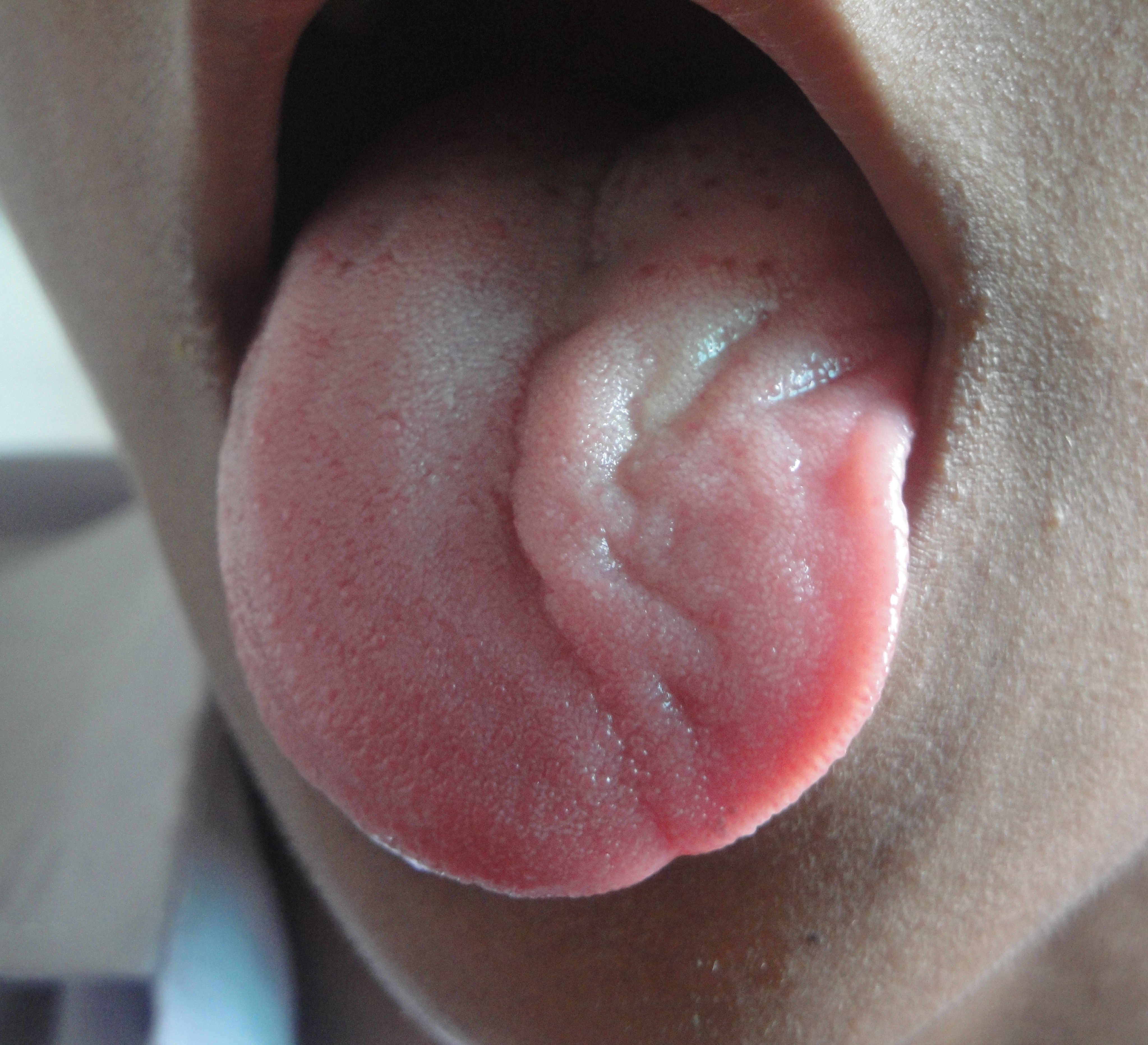
Lésion du nerf à la suite d'une opération d'un kyste branchial
.

Une atteinte du nerf hypoglosse se traduit par une atonie ou une déviation de la langue. La déviation est du côté de la lésion. Le praticien doit tester la mobilité de cet organe et chercher une atrophie, des fasciculations et une faiblesse musculaire.

## Pathologie
L'atteinte du nerf hypoglosse peut notamment venir des fractures du condyle occipital, de lésions oncologiques de la sphère ORL, d'une section lors d'une cervictomie ou d'une paralysie bulbaire. Le syndrome d'apnées-hypopnées du sommeil peut être traité par une stimulation unilatérale du nerf hypoglosse. Ce traitement est réalisé par le biais d'une électrode implantée sur le nerf, laquelle est reliée à « boîtier de stimulation unilatérale » de type pile cardiaque.

## Galerie

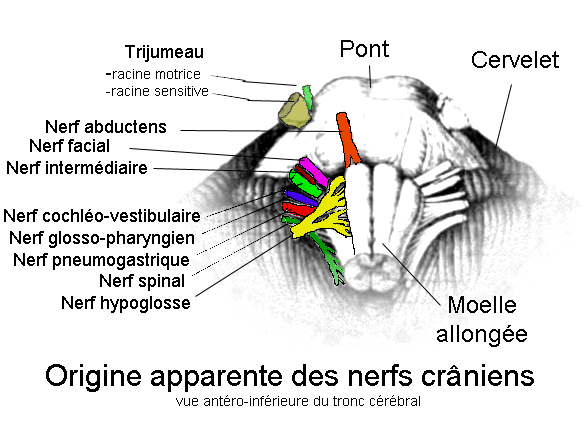